# Rozdoły (województwo lubelskie)
Rozdoły – wieś w Polsce położona w województwie lubelskim, w powiecie zamojskim, w gminie Sitno.
| SIMC    | Nazwa       | Rodzaj    |
| ------- | ----------- | --------- |
| 0898188 | Krzaki      | część wsi |
| 0898194 | Podzagajnik | część wsi |
| 0898202 | Podźródła   | część wsi |

Wieś jest sołectwem w gminie Sitno. Według Narodowego Spisu Powszechnego z roku 2011 wieś liczyła 259 mieszkańców. 
Wierni Kościoła rzymskokatolickiego należą do parafii Podwyższenia Krzyża Świętego w Horyszowie Polskim lub do parafii Niepokalanego Serca Najświętszej Maryi Panny w Łaziskach.

## Położenie
Rozdoły położone są w północno-wschodniej części gminy Sitno zajmując powierzchnię 612,09 ha. Podźródła (północna część wsi) położone w okolicach źródełek, z których bierze początek Marianka (dopływ Wolicy), znajdują się na terenie Działów Grabowieckich, częściowo w obrębie Skierbieszowskiego Parku Krajobrazowego.
W okresie międzywojennym teren współczesnej wsi administracyjnie należał do gminy Nowa Osada.
W latach 1975–1998 miejscowość położona była w województwie zamojskim.

## Toponimia
Nazwa wsi powstała na początku XX wieku i jest nazwą topograficzną, związaną z ukształtowaniem terenu. Na terenie Rozdołów funkcjonuje kilka nazw lokalnych: Kolonia (część południowo-wschodnia), Podzagajnik (część centralna), Podźródła (część północna), Krzaki.
Nazwa wsi w określonych granicach administracyjnych wymieniona została po raz pierwszy w 1952 roku.

## Historia

### Prehistoria
Najstarsze ślady pobytu człowieka na terenie dzisiejszej wsi związane są z kulturą trzciniecką.
Na zachodnim skraju wsi znajduje się cmentarzysko kurhanowe składające się z 6–8 kopców o średnicach 2–5 m, a wysokościach do ok. 1 m. Jeden z kopców, zlokalizowany na polu prywatnym, jest niemal całkowicie zniwelowany. Nie przeprowadzono dotąd badań wykopaliskowych kurhanów.
Znaleziono również ślady osadnictwa (fragmenty naczyń glinianych i ceramiki) z okresu wczesnego średniowiecza.

### XX wiek
Na mapie z 1910 roku obszar wsi porastał las. Na mapie z 1938 roku na obszarze dzisiejszego Podzagajnika zaznaczone zostało kilka zabudowań i napis Rozdoły jako nazwa lasu Ordynacji Zamojskiej. Na obszarze dzisiejszych Podźródeł widniał napis Rozdoły i skupisko kilku domów.
W okresie międzywojennym przybyli tu pierwsi osadnicy, którzy zakupili działki od Państwowego Banku Rolnego w Warszawie. W połowie lat 30. las Rozdoły został bowiem przejęty przez Bank od Ordynacji Zamojskiej. Wśród pierwszych mieszkańców Rozdołów były rodziny Milkowskich, Mazurów, Soboniów i Śmieciuszewskich.
W czasie II wojny światowej mieszkańcy zostali wysiedleni. Po wojnie na terenie wsi osiedlała się ludność głównie z terenów południowej Zamojszczyzny (gminy: Tereszpol, Łukowa, Aleksandrów).
Tuż po II wojnie światowej we wsi powstała szkoła podstawowa, której fundamenty wystawiono z kamienia pochodzącego z rozbiórki spichlerza w byłym majątku Grodeckich w Horyszowie Polskim. Szkołę otwarto pod koniec lat 50. Działała do 1979 roku, a następnie w latach 1987–1997.

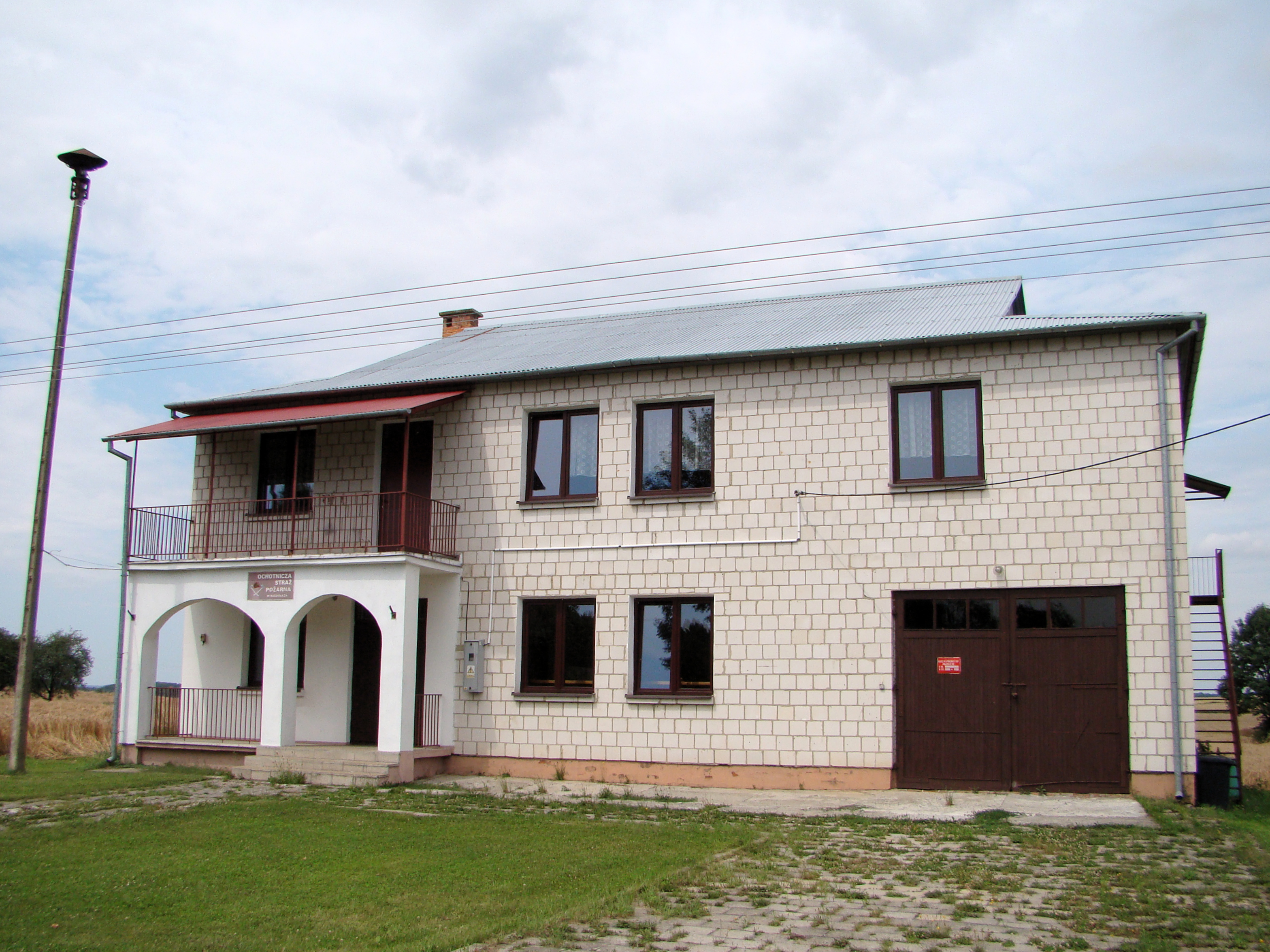
Nowa remiza Ochotniczej Straży Pożarnej w Rozdołach.

W 1954 roku została powołana we wsi jednostka Ochotniczej Straży Pożarnej stacjonująca w wybudowanej w 1958 roku drewnianej remizie. Nowa remiza powstała w latach 1993–1996.
W 1965 roku wieś została zelektryfikowana.
W 1971 roku na terenie wsi powstała sieć wodociągowa.

## Demografia
- czerwiec 2007 – 283 mieszkańców[12]
- lipiec 2008 – 281 mieszkańców

## Kultura i folklor
Miejscowość znana jest w regionie z kultywowania tradycji ludowych. Artystki ludowe z Rozdołów były laureatkami konkursów sztuki ludowej (Zofia Gilewska, Elżbieta Dudek, Wanda Jersak, Edyta Jersak, Agata Wierzbicka). Rękodzieła Zofii Gilewskiej znajdują się w zbiorach Muzeum Zamojskiego.
Osobliwością Podźródeł jest dziewięć źródełek, z których początek bierze Marianka. Nad największym z nich, tzw. Źródłem Zjawienia lub Zjawieniem, na dębowych palach stała cerkiew drewniana wybudowana w 1886 roku na planie krzyża, a poświęcona przez prawosławnego biskupa Lublina, Flawiana. Impulsem do wybudowania świątyni było cudowne objawienie maryjne, które dokonało się 15 lipca 1882 roku na oczach wiejskiej dziewczyny, a kilkunastu dalszym osobom w dniach następnych. Odpust, który odbywał się 2 lipca (Matki Bożej Jagodnej) przyciągał pielgrzymki prawosławnych (najwięcej Ukraińców z pobliskich miejscowości: Cześników, Horyszowa i Sławęcina). Katolicy czerpali ze źródła wodę mającą uzdrawiać z chorób po wypiciu lub obmyciu.
W 1939 roku cerkiew została zniszczona. Po dawnej świątyni zostały tylko częściowo zachowane pale drewniane.
W 1999 roku łąkę, na której znajduje się źródło, zakupił Krzysztof Wróblewski z Sitna. Obok źródła ustawiono kapliczkę z płaskorzeźbą Matki Bożej, wykonaną przez jego ojca. Miejsce zostało poświęcone przez biskupa Jana Śrutwę 6 sierpnia 2001 roku i otoczone jest kultem miejscowym.
Miejscowość należy częściowo do Parafii Podwyższenia Krzyża Świętego w Horyszowie Polskim oraz częściowo do Parafii Niepokalanego Serca Najświętszej Marii Panny w Łaziskach.

## Zabytki
- Cmentarz z czasów I wojny światowej – Położony w lesie na wschodnim skraju wsi (Kolonia, na granicy ze Stanisławką). Założony w 1915 roku. Na powierzchni ok. 0,02 ha znajduje się 8 zbiorowych mogił ziemnych i 8 indywidualnych, w których spoczywa 52 żołnierzy armii rosyjskiej i 48 armii austriackiej. Cmentarz otoczony jest wałem ziemnym.

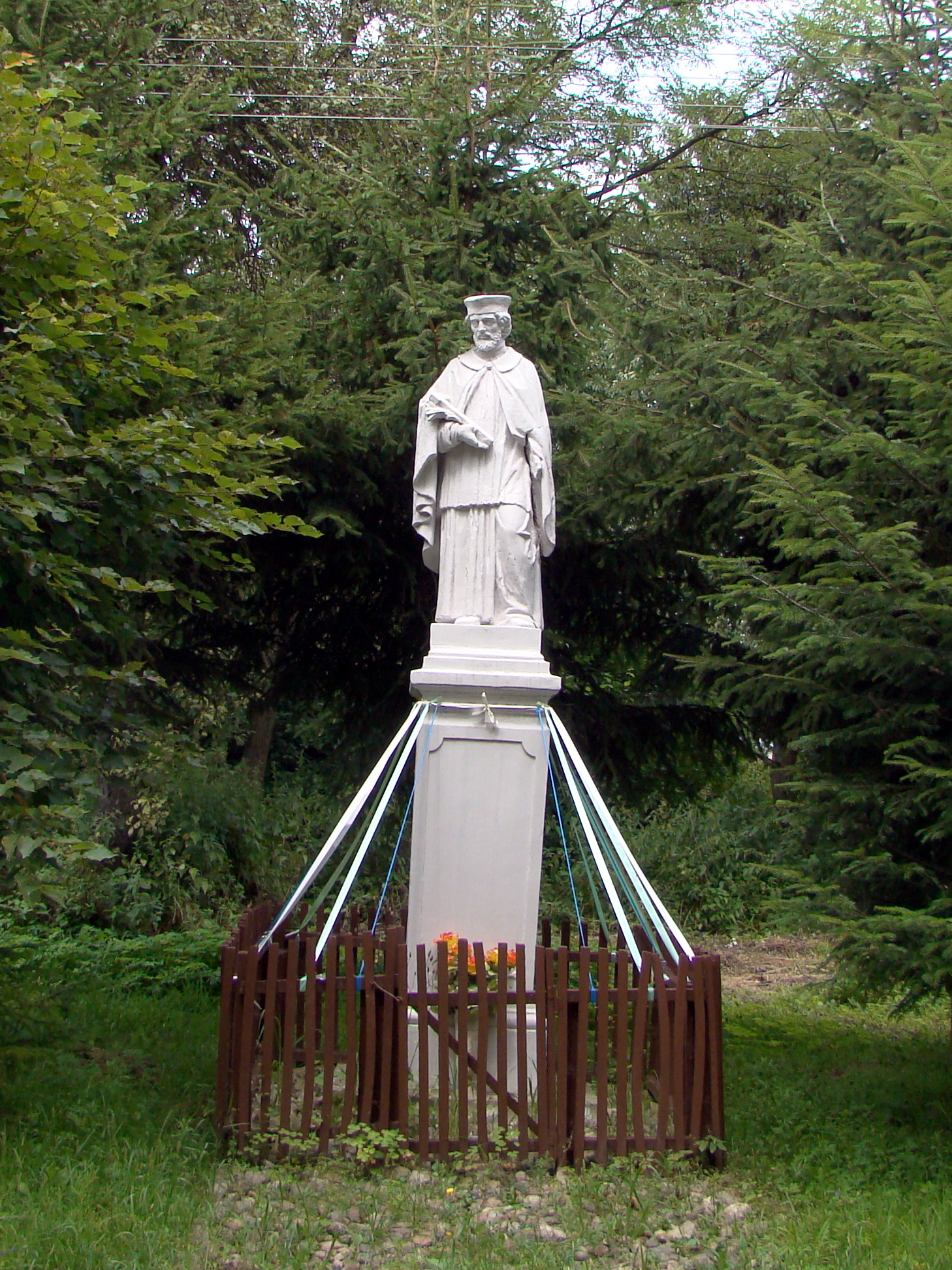
Przydrożna figura św. Jana Nepomucena w Rozdołach.

- Figura św. Jana Nepomucena – Umiejscowiona przy szosie w kierunku Janówki (Podzagajnik). Rzeźba kamienna przedstawiająca Jana Nepomucena naturalnej wielkości stojącego na około dwumetrowym kamiennym cokole. Święty ubrany jest w strój kanonika, w prawej ręce trzyma krzyż. Według relacji ustnych mieszkańców figura została wykonana w 1939 roku, a jej fundatorem był mieszkaniec Jarosławca nazwiskiem Piłat. Do Rozdołów figurę przywieziono prawdopodobnie w 1942 roku.